# AS Saint-Luc
El AS Saint-Luc es un equipo de fútbol de la República Democrática del Congo que juega en la LIFKOK, la liga regional de Kasaï Oriental, el segundo nivel del fútbol en el país.

## Historia
Fue fundado en la ciudad de Kananga y han sido campeones de su liga regional en 3 ocasiones, pero han estado a la sombra del US Tshinkunku, quien ha tenido más participación en la Linafoot, la liga más importante del país.
El AS Saint-Luc también ha formado parte de la Linafoot, aunque su última aparición ha sido en la temporada 2012, año en que descendieron.
A nivel internacional han participado en 1 torneo continental, la Recopa Africana 2001, en la que fueron eliminados en la segunda ronda por el Club Africain de Túnez.

## Palmarés
- LIFKOK: 3

2000, 2001, 2002
- Copa de Congo: 0
  - Finalista: 1

2001

## Participación en competiciones de la CAF
| Temporada | Torneo          | Ronda | Club          | Casa | Visita | Global |
| --------- | --------------- | ----- | ------------- | ---- | ------ | ------ |
| 2001      | Recopa Africana | 1     | Gazelle FC    | 1-0  | 2-2    | 3-2    |
| 2001      | Recopa Africana | 2     | Club Africain | 1-1  | 0-2    | 1-3    |